# Entente sportive Besançon féminin
 (mai 2017).
Si vous disposez d'ouvrages ou d'articles de référence ou si vous connaissez des sites web de qualité traitant du thème abordé ici, merci de compléter l'article en donnant les références utiles à sa vérifiabilité et en les liant à la section « Notes et références ».
Ne doit pas être confondu avec Grand Besançon Doubs Handball ou Palente Besançon handball.
Maillots
Actualités
Dernière mise à jour : 18 décembre 2023.
L'Entente sportive Besançon féminin, ou ESBF, est un club de handball féminin français fondé en 1970 à Besançon. Il évolue en Division 1 F. Dans les années 1990-2000, le club fait partie, avec le Metz Handball, des meilleures équipes de handball en France. Il est également un des rares clubs français à avoir remporté une coupe d'Europe, à savoir la Coupe des Coupes 2003.

## Histoire

### Les débuts du club (1970-1995)
Le club mixte de l'Entente sportive bisontine est fondé en 1970, à la suite de la scission provoquée au sein du HBC Besançon. En 1981, l'AS Chemaudin de la famille Demouge est Champion de France de Nationale 1B et est ainsi promu en première division. Faute d'infrastructures, une fusion est réalisée entre les deux clubs et c'est alors l'ES Besançon qui participe au Championnat de France 1982-1983.
En 1988, les coéquipières de Florence Sauval décrochent le premier titre national du club en devenant le championnes de France. Le 4 mai 1992, Jacques Mariot, président du club depuis une dizaine d'années, prend l'initiative de séparer les sections masculines et féminines du club, donnant ainsi naissance à l'Entente sportive Besançon masculine (devenu le « Grand Besançon Doubs Handball ») et à l'Entente sportive bisontine féminin.

### Une place forte du handball féminin français (1995-2005)

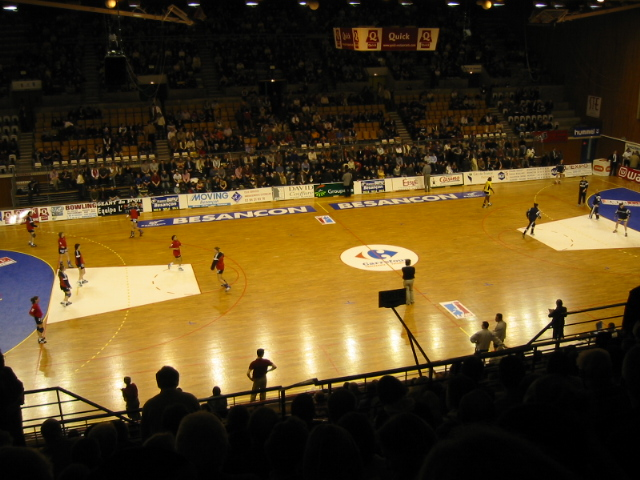
Un match de l'ESBF au Palais des sports de Besançon.

Le club prend alors peu à peu son envol dans l'élite du handball féminin français : avec le club de Metz, l'ESBF règne alors sans partage sur le championnat et les coupes nationales : au terme des dix exercices réalisés de 1995 à 2005, Besançon présente ainsi un bilan de trois titres de champion de France et 7 titres de vice-champion, quatre coupes de France et deux coupes de la Ligue tandis que son voisin lorrain fait à peine mieux avec sept titres de champion de France, trois titres de vice-champion, deux coupes de France et une coupe de la Ligue. Les deux clubs raflent tout et ne laissent même pas une miette à leurs concurrents, les derbies entre lorraines et franc-comtoises représentant alors l'attraction majeure du handball féminin français. Par ailleurs, les deux clubs sont les deux principaux pourvoyeurs de l'équipe de France qui est sacrée championne du monde en 2003 : Valérie Nicolas, Sophie Herbrecht, Raphaëlle Tervel, Véronique Pecqueux-Rolland, Myriame Saïd Mohamed et Sandrine Delerce sont alors les cadres de l'équipe.
En 2003, les joueuses bisontines vont jusqu'à réaliser un quadruplé inédit dans le handball français en remportant le championnat de France, la coupe de France, la coupe de la Ligue et la coupe d'Europe des vainqueurs de coupes. Le club bisontin est alors le premier club féminine de handball français à décrocher une couronne européenne. Jacques Mariot, président emblématique du club, démissionne de son poste de président en 2002.

### Une descente en enfer (2005-2009)
Après le fabuleux quadruplé de 2003, le club connaît une descente aux enfers. Les joueuses internationales partent une à une : la gardienne de l'équipe de France Valérie Nicolas rejoint le club danois de Viborg HK en 2003, imitée par l'internationale roumaine Carmen Amariei qui part également pour le Danemark l'année suivante, Sophie Herbrecht est engagée par Le Havre Handball en 2004, Raphaëlle Tervel, Véronique Pecqueux-Rolland, Myriame Said Mohamed et Sandrine Delerce quittent le club en 2006 respectivement pour l'Espagne, Dijon et Vesoul pour les deux dernières citées. Parallèlement, le club est en proie à des difficultés financières qui contraignent la Commission Nationale de Contrôle et de Gestion (CNCG) à prononcer la rétrogradation en deuxième division et l'interdiction de recruter à deux reprises en 2005 et 2006. Une nouvelle équipe dirigeante est alors mise en place avec l'arrivée de Laurent Maillard en tant que président tandis que l’entraîneur Christophe Maréchal quitte son poste en 2007, remplacé par Jan Bašný. La saison 2007-2008 est celle du renouveau puisque le club réintègre la première partie du classement (6e place) après deux exercices décevants en 2005-06 et 2006-07 (8e et 9e places et aucun titre).
À l'issue d'une saison 2008-2009 remporté par le HB Metz métropole qui, lui, domine toujours le championnat de France, le club termine à la 6e place mais est relégué en Division 2,.

### Une difficile remontée (2009-2014)
Le club parviendra dès sa première saison en Division 2 (D2F) à remonter dans l'élite. Mais chaque saison, elle échappe de très peu à la relégation, ne devant notamment son maintien à l'issue de la saison 2011-2012 qu'à la liquidation de l'Arvor 29. En juin et juillet 2012, le club recrute 4 internationales ou ex internationales, Patricia Alonso (Espagne), Slađana Pop-Lazić (Serbie), Jelena Popović (Serbie) et Mirjana Milenković (Monténégro). Malgré un recrutement intéressant et des ambitions affichées de retrouver une coupe d'Europe, le club se maintient difficilement à la toute dernière journée des Play-downs. Une victoire à domicile face à Toulon, combinée à une défaite de Dijon à domicile face à Nice, offre un maintien inespéré aux bisontines, quand le voisin dijonnais prend le chemin de la D2 F.
L'été 2013 voit le départ de nombreuses joueuses dont plusieurs cadres, Audrey Bruneau, Christelle Manga, Alice Lévêque, Julie Godel, Jelena Popović et Mirjana Milenković.
Après l'arrêt de Florence Sauval, l'équipe est confiée à son adjoint Camille Comte, qui axe son recrutement sur de jeunes joueuses : Maria Munoz, Moniki Bancilon, Ewa Palies et Natalya Vasileuskaya viennent enrichir l'effectif du club. Malgré un budget loin de ceux des cadors de la Ligue Féminine de Handball, l'ESBF remporte plusieurs succès probants à domicile, mais après avoir raté ses Play-downs, se retrouve relégué en D2 F.

### Un retour au premier plan (2014-..)
Durant l'été 2014, le club constitue son dossier VAP (Voie d'Accession à la Professionnalisation) et ambitionne la remontée directe en LFH, tout comme 3 autres équipes : Brest (tout juste promu en D2 F), Chambray et Cannes. L'intersaison voit les départs d'Ewa Palies, de Patricia Alonso et de Natalya Vasileuskaya, sans pour autant qu'il n'y ait d'arrivées supplémentaires.
Lors de la première journée, les bisontines trébuchent d'entrée à Stella Saint-Maur, l'un des promus de la poule. En décembre 2014, c'est un mastodonte du handball féminin français qui vient enrichir le staff du club en la personne de Raphaëlle Tervel, qui devient adjointe de Camille Comte. En avril 2015, devant un palais des sports plein comme un œuf l'ESBF bat Cannes et s'offre le titre de Champion de France de D2 F et la remontée en LFH pour la saison 2015-2016.
Raphaëlle Tervel est promue coach (au détriment de Camille Comte, remercié par le club) et Sandrine Mariot-Delerce devient adjointe. Après avoir enregistré 2 départs, Slađana Pop-Lazić et Moniki Bancilon, le club recrute 4 joueuses dont 3 espagnoles : Jessica Alonso, María Núñez, Patricia Elorza et Julie Dazet. La saison 2015/2016 tient toutes ses promesses, une 5e place synonyme de Play-offs et 2 joueuses (Amanda Kolczynski et Julie Dazet) appelées à rejoindre les rangs de l'équipe de France. À noter les départs de Jessica Alonso et Patricia Elorza et les arrivées d'Alice Lévêque et Anna Manaut.
Le début de saison 2016-2017 confirme la tendance aperçue la saison précédente, bien dans son handball, l'ESBF signe des succès probants à domicile et à l'extérieur. 
Le 1er mars 2016, alors que Besançon reste sur une probante série de victoires, les bisontines s'inclinent sur le parquet des messines, au-delà de la défaite, l'ESBF perd coup sur coup dans ce match, son ailière droite titulaire Amanda Kolczynski et arrière droite titulaire Anna Manaut, toutes deux touchées aux ligaments croisées. Cependant, il faut moins de 15 jours aux dirigeants bisontins pour trouver 2 jokers, Apolline Feuvrier puis Aïssatou Kouyaté rejoignent la Franche-Comté jusqu'en 2018. L'ESBF valide sa belle 4e place et son ticket pour les Play-offs par une victoire face à Nice, sa bête noire en avril 2017. Lors des 1/4 de finale des Play-offs, les bisontines retrouvent Nantes et s'inclinent 19-18 au match aller. Le match retour tient toutes ses promesses, dans sa salle, Besançon réalise un début de match canon et s'adjuge le match 26-23, accédant pour la toute 1re fois aux 1/2 finales des Play-offs et l'assurance de retrouver une coupe d'Europe pour la saison 2017/2018. En 1/2 finales, Besançon retrouvera Metz Handball.

## Palmarès

### Titres
| Compétitions nationales | Compétitions internationales |
| - Championnat de France D1 (4) - Champion : 1988, 1998, 2001, 2003 - Vice-champion : 1996, 1997, 1999, 2000, 2002, 2004, 2005 - Championnat de France D2 (1) - Champion : 2015 - Coupe de France (4) - Vainqueur : 2001, 2002, 2003, 2005 - Finaliste : 1986, 1998, 2022 - Coupe de la Ligue (2) - Vainqueur : 2003, 2004 | - Coupe d'Europe des Vainqueurs de Coupe (1) - Vainqueur : 2003 - Demi-finaliste : 2001 - Coupe des Villes - Demi-finaliste : 1996 - Coupe des clubs champions/Ligue des champions - 4 participations : 1989, 1999, 2002, 2004 |

### Bilan saison par saison
| Saison    | Niveau | Compétitions nationales | Compétitions nationales | Compétitions nationales | Coupes d'Europe*                        |
| Saison    | Niveau | Championnat             | Coupe de France         | Coupe de la Ligue       | Coupes d'Europe*                        |
| --------- | ------ | ----------------------- | ----------------------- | ----------------------- | --------------------------------------- |
| 1982/1983 | 1      | 7e                      | -                       | pas de compétition      | -                                       |
| 1983/1984 | 1      | 3e                      | -                       | pas de compétition      | -                                       |
| 1984/1985 | 1      | 6e                      | 1/4 de finale           | pas de compétition      | C3 : 1/4 de finale                      |
| 1985/1986 | 1      | 3e                      | Finaliste               | pas de compétition      | -                                       |
| 1986/1987 | 1      | 3e                      | ?                       | pas de compétition      | C2 : 1/8 de finale                      |
| 1987/1988 | 1      | Champion                | Pas de compétition      | pas de compétition      | C3 : 1/8 de finale                      |
| 1988/1989 | 1      | 3e                      | Pas de compétition      | pas de compétition      | C1 : 1/8 de finale                      |
| 1989/1990 | 1      | 6e                      | ?                       | pas de compétition      | C3 : 1/8 de finale                      |
| 1990/1991 | 1      | 9e                      | Pas de compétition      | pas de compétition      | -                                       |
| 1991/1992 | 1      | ?                       | ?                       | pas de compétition      | -                                       |
| 1992/1993 | 1      | 11e                     | Phase de poules         | pas de compétition      | -                                       |
| 1993/1994 | 1      | 9e                      | 1/2 finale              | pas de compétition      | -                                       |
| 1994/1995 | 1      | 4e                      | Pas de compétition      | pas de compétition      | -                                       |
| 1995/1996 | 1      | 2e                      | Pas de compétition      | pas de compétition      | C4 : 1/2 finale                         |
| 1996/1997 | 1      | 2e                      | Pas de compétition      | pas de compétition      | C2 : 1/16 de finale                     |
| 1997/1998 | 1      | Champion                | Finaliste               | pas de compétition      | C2 : 1/8 de finale                      |
| 1998/1999 | 1      | 2e                      | 1/4 de finale           | pas de compétition      | C1 : 1/4 de finale                      |
| 1999/2000 | 1      | 2e                      | Pas de compétition      | pas de compétition      | C3 : 1/4 de finale                      |
| 2000/2001 | 1      | Champion                | Vainqueur               | pas de compétition      | C2 : demi-finale                        |
| 2001/2002 | 1      | 2e                      | Vainqueur               | pas de compétition      | C1 : Groupes                            |
| 2002/2003 | 1      | Champion                | Vainqueur               | Vainqueur               | C2 : Vainqueur                          |
| 2003/2004 | 1      | 2e                      | pas de compétition      | Vainqueur               | SE : 4e C1 : 2e tour C3 : 1/8 de finale |
| 2004/2005 | 1      | 2e                      | Vainqueur               | 1/4 de finale           | C2 : 3e tour                            |
| 2005/2006 | 1      | 8e                      | 1/4 de finale           | 1/4 de finale           | C2 : 1/4 de finale                      |
| 2006/2007 | 1      | 9e                      | 1/8 de finale           | 1/4 de finale           | -                                       |
| 2007/2008 | 1      | 6e                      | pas de compétition      | 1/4 de finale           | -                                       |
| 2008/2009 | 1      | 6e                      | 1/8 de finale           | 1/4 de finale           | -                                       |
| 2009/2010 | 2      | 3e                      | 1/16 de finale          | -                       | C4 : 1/4 de finale                      |
| 2010/2011 | 1      | 10e                     | 1/8 de finale           | 1/16 de finale          | -                                       |
| 2011/2012 | 1      | 10e                     | 1/4 de finale           | -                       | -                                       |
| 2012/2013 | 1      | 9e                      | 1/8 de finale           | 1/8 de finale           | -                                       |
| 2013/2014 | 1      | 10e                     | 1/8 de finale           | 1/8 de finale           | -                                       |
| 2014/2015 | 2      | Champion                | 1/8 de finale           | -                       | -                                       |
| 2015/2016 | 1      | 5e                      | 1/8 de finale           | 1/4 de finale           | -                                       |
| 2016/2017 | 1      | 4e                      | 1/4 de finale           | pas de compétition      | -                                       |
| 2017/2018 | 1      | 6e                      | 1/8 de finale           | pas de compétition      | C3 : 3e tour                            |
| 2018/2019 | 1      | 5e                      | 1/8 de finale           | pas de compétition      | C3 : Phase de groupe                    |
| 2019/2020 | 1      | 7e (arrêté)             | 1/8 de finale           | pas de compétition      | C3 : 3e tour                            |
| 2020/2021 | 1      | 3e                      | 1/8 de finale           | pas de compétition      | -                                       |
| 2021/2022 | 1      | 4e                      | Finaliste               | pas de compétition      | C3 : 1/4 de finale                      |
| 2022/2023 | 1      | 6e                      | 1/2 de finale           | pas de compétition      | C3 : Phase de groupe                    |
| 2023/2024 | 1      | 8e                      | 1/4 de finale           | pas de compétition      | -                                       |
| 2024/2025 | 1      | en cours                | en cours                | pas de compétition      | -                                       |

* C1 = Coupe des clubs champions/Ligue des champions, C2 = Coupe des coupes, SE = Supercoupe d'Europe 
0 C3 = Coupe de l'IHF/Coupe de l'EHF/Ligue européenne, C4 = Coupe des Villes/Coupe Challenge

## Historique
Léa Pobelle, Ema Cordier, Laury Sidisina,  Mathilde Roy, CLÉMENTINE Chardaire.

## Finances
Le budget de l'ESBF s'élève à environ 1 500 000 euros annuellement en 2021. Le club dispose de subventions de la part de la ville de Besançon qui les octroie aux clubs selon des contrats d'objectifs. Pour la saison 2020/2021, cette subvention s'élevait à 390 000 euros.

## Personnalités historiques du club

### Entraîneurs

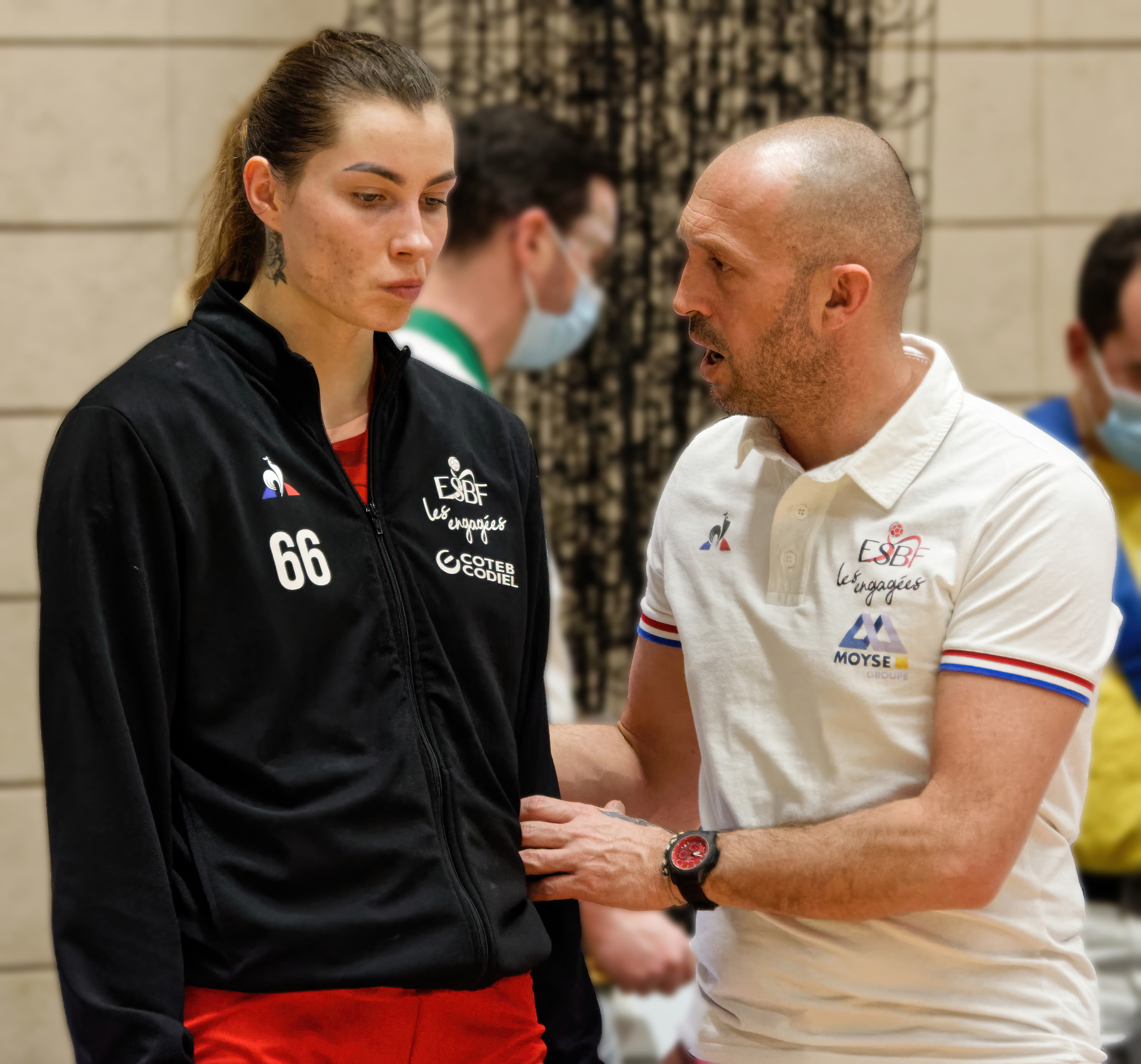
L'entraîneur Sébastien Mizoule donne ses consignes à Aleksandra Rosiak en 2022.

- Michel Demouge : dans les années 1980[18]
- Christophe Maréchal : de 1992 à 2007
- Jan Bašný : de 2007 à 2009
- Patrick Decimo : de 2009 à 2010
- Érick Mathé : de 2010 à 2011
- Florence Sauval : de 2011 à 2013
- Camille Comte : de 2013 à 2015
- Raphaëlle Tervel : de 2015 à 2021
- Sébastien Mizoule : 2021 à 2024
- Jérôme Delarue : depuis 2024

### Dirigeants
- Jacques Zaninetta : de 1992 à 1998
- Jacques Mariot : de 1998 à 2002
- Jean David : de 2002 à 2006
- Laurent Maillard : de 2006 à 2009
- Bernard Rach : de 2009 à 2014
- Didier Weber : de 2014 à 2018
- Daniel Hournon : depuis 2018

### Joueuses célèbres
- Jessica Alonso (2015-2016)
- Carmen Amariei (1999-2004)
- Alexandra Castioni
- Mouna Chebbah (2005-2008)
- Émilie Chevalier (-2005)
- Sandrine Delerce-Mariot (1985-2006 et 2008-2009)
- Joëlle Demouge
- Joanne Dudziak (1999-2001)
- Patricia Elorza (2015-2016)
- Stéphanie Fiossonangaye (1997-2007)
- Sophie Herbrecht (1998-2004)
- Alice Lévêque (2005-2009, 2010-2013 et depuis 2016)
- Marion Limal (2004-2009)
- Pascaline Mariot
- Svetlana Mugoša-Antić (2000-2003)
- Valérie Nicolas (1995-2003)
- Stéphanie Ntsama Akoa (2003-2009)
- Véronique Pecqueux-Rolland (1996-1999 et 2002-2006)
- Myriame Saïd Mohamed (2001-2006)
- Raphaëlle Tervel (1996-2006)

## Identité du club

### Historique du logo

Logo jusqu'en 2019.
Logo actuel.

### Équipementiers
| Période        | Équipementier  | Ref    |
| -------------- | -------------- | ------ |
| ? – ?          | Hummel         | [ 19 ] |
| ? – 2016       | Adidas         |        |
| 2016 – 2021/07 | Kappa          | [ 20 ] |
| 2021/07 – 2024 | Le Coq Sportif | [ 20 ] |

### Mascotte
La mascotte de l'ESBF est une panthère rouge appelée "Taïma".